# 사미 레피스퇴
사미 레피스퇴(핀란드어: Sami Lepistö, 1984년 10월 26일~)는 핀란드의 전직 아이스하키 선수로 포지션은 수비수이다.  현역 시절 내셔널 하키 리그(NHL)와 콘티넨탈 하키 리그(KHL)에서 활동했다. 2003년에 핀란드 프로 리그인 SM-리가의 요케리트에서 프로 선수 생활을 시작했으며, 1년 후에 2004년 NHL 드래프트에서 워싱턴 캐피털스의 지명을 받았다. 이후 2007년에 워싱턴 캐피털스로 이적하여 NHL 활동을 시작했으며, 워싱턴 이후 피닉스 카이오티스, 시카고 블랙호크스에서 뛰었다. 이후 스위스 내셔널리그의 SCL 타이거스 소속으로 뛴 후 은퇴했다.
국제 대회에 핀란드팀의 일원으로 참가하였고, 올림픽에서 동메달 2개, 세계 아이스하키 선수권 대회에서 금메달 1개, 동메달 1개를 획득했다.